# Anna Mani
Anna Modayil Mani (Travancore, 23 de agosto de 1918-Thiruvananthapuram, 16 de agosto de 2001) fue una física y meteoróloga india. Tras una extensa carrera científica en el Departamento Meteorológico de la India (IMD), alcanzó el puesto de directora general Adjunta. Realizó significativas contribuciones en el campo de la instrumentación meteorológica. Coordinó investigaciones, publicando numerosos artículos sobre radiación solar, ozono, y mediciones de energía eólica.

## Biografía
Mani nació en Peermade, Travancore. Era la séptima de ocho hijos. Su padre fue un ingeniero civil y la familia contaba además con una gran extensión de cultivos de cardamomo. Durante su infancia fue una ávida lectora tanto en inglés como en malayamlam. Estaba impresionada por la doctrina de Gandhi durante sus Vaikom satyagraha (sistema de lucha, resistencia y desobediencia). En esta época el Congreso Nacional Indio tenía como meta alcanzar la independencia de la India y Gandhi había pasado por su pueblo natal donde habló de autosuficiencia y boicot a los productos extranjeros. Inspirada en tal movimiento nacionalista, llevaba como resistencia prendas khadi. En un principio quería estudiar medicina pero se decidió a favor de la física. En 1939 se graduó por el Presidency College, Madras, con un Bachiller Universitario en ciencias en física y química.

## Trayectoria
Tras graduarse, en 1940 consiguió una beca de investigación en el Indian Institute of Science y fue aceptada como estudiante en el laboratorio del premio Nobel Chandrasekhara Raman. Trabajó en espectroscopia investigando las propiedades ópticas del rubí y del diamante. En 1945 presentó su tesis doctoral, fue autora de cinco trabajos de investigación, pero no se le concedió el doctorado porque no tenía un máster. Ese mismo año se trasladó a Gran Bretaña con una beca del gobierno indio para proseguir sus estudios en física optando por adentrarse en el campo de la meteorología en el Imperial College London. Allí se especializó en instrumentos meteorológicos, su uso, calibre y estandarización para su funciomamiento síncrono con el resto de países.
Después de regresar a la India en 1948, se unió al Departamento de Meteorología, a la División de Instrumentación, en Pune; en 1953 fue nombrada directora de dicho departamento.  Estandarizó los métodos para unos cien instrumentos meteorológicos diferentes y activó su producción. Se interesó por la energía solar como fuente de energía alternativa y creó una red de medición a nivel nacional, en un principio con instrumentos importados para después diseñarlos y fabricarlos en India. En la década de los 60 comenzó a estudiar el gas ozono y diseñó la sonda de medida de este gas, lo que permitió a la India recabar datos muy precisos siendo uno de los primeros países en tener su propia sonda. La Organización Meteorológica Mundial (OMM) reconoció esta aportación y  la nombró miembro de la Comisión Internacional de Ozono.
Publicó numerosos trabajos de investigación sobre instrumentos meteorológicos. Se retiró como directora general adjunta de IMD en 1976. Después trabajo en el Raman Research Institute, Bengaluru y más tarde puso en marcha una unidad de investigación de campo para poner en práctica un proyecto sobre evaluación de recursos potenciales para energía solar y energía eólica en la India para el Departamento de Ciencia y Tecnología,
En 1994, sufrió un derrame cerebral que la dejó inmovilizada. Murió el 16 de agosto de 2001 en Thiruvananthapuram.

## Publicaciones
- 1992. Wind Energy Resource Survey in India,[7] vv. 2. xi + 22 pp. Ed. Allied Publ. ISBN 81-7023-358-5, ISBN 978-81-7023-358-9

- 1981. Solar Radiation over India x + 548 pp.[3]

- 1980. The Handbook for Solary Radiation data for India

## Reconocimientos
- 1987: medalla K.R. Ramanathan[4]
- 2018: La Organización Meteorológica Mundial la recordó en su 100 aniversario de nacimiento y publicó su perfil de vida junto con una entrevista.[8]
- 2022: El 23 de agosto de 2022, Google homenajeó a Mani con un Doodle de Google en su 104 aniversario de nacimiento.[9][10]